# Glendale Heights, Illinois
Glendale Heights är en ort (village) i DuPage County, i delstaten Illinois, USA. Enligt United States Census Bureau har orten en folkmängd på 34 445 invånare (2011) och en landarea på 13,9 km².